# Червона Гірка (Мелітополь)
Червона Гірка — історичний район Мелітополя, що включає в себе приватний сектор в північно-східній частині міста.

## Географічне положення
Червона Гірка розташована на північ від історичного центру Мелітополя і відділена від нього Кизиярським струмком. На заході Червона Гірка межує з Кізіяром (кордон умовно проводиться по вулиці Ломоносова) і Мікрорайоном (до Мікрорайону відносяться багатоповерхові будинки, до Червоної Гірки — приватний сектор). На північ від Червоної Гірки розташовані Красногірське кладовище (по Піонерській вулиці), сад Корвацького і районна лікарня. На схід від Червоної Гірки розташовані лісопарк і Круча.
Найважливішими вулицями району є вулиці Карла Лібкнехта і Пушкіна.

## Історія
Красногірське селище згадується в документах, принаймні, з 1923 року.
22 травня 1928 року Малий Президія Всеукраїнського Центрального Виконавчого Комітету змінив міську межу Мелітополя, і Червона Гірка увійшла до складу міста.
У 1929 році згадується вже діюча на той час філія міської бібліотеки на Червоній Горі. Це було одина з двох філій, і разом вони обслуговували 425 читачів.
До 1940 року нинішня територія Червоної Гірки вже була повністю забудована.
Після війни Червона Гірка мала репутацію самого кримінального району Мелітополя.
«У Мелітополі була своя знаменита Червона Гірка. Так називалася одна з його околиць, розташована на височинах, розділених глибокими ярами. Будинки стояли там негусто, потопаючи влітку в розкішних садах. Ходити туди чужинцям не рекомендувалося. Червона Гірка славилася своєю круговою порукою, темними справами, потаємним блатний життям; найзнаменитіші хулігани і бандити були звідти. Красногорська шпана володарювала в центрі міста.»
— Д. І. Дубровський, «Воспоминания»
У 1953 році міськвиконком ухвалив рішення про відкриття нової бібліотеки імені Лесі Українки на Червоній Горі і зобов'язав міську бібліотеку ім. Лермонтова виділити для нової бібліотеки книжковий фонд в кількості 2000 примірників.
У 2003 році через низьку наповнюваність класів була закрита одна з двох шкіл, які працювали на Червоній Горі, СШ № 12. Її учні були переведені в розташовану по сусідству СШ № 4, а будівля передана вечірній школі.

## Транспорт
По території району проходять автобусні маршрути № 18 і 19.

## Освіта
В районі знаходяться школа № 4 і школа-інтернат № 1. Раніше тут також працювала вечірня школа № 1, наразі закрита.